# Fluffer

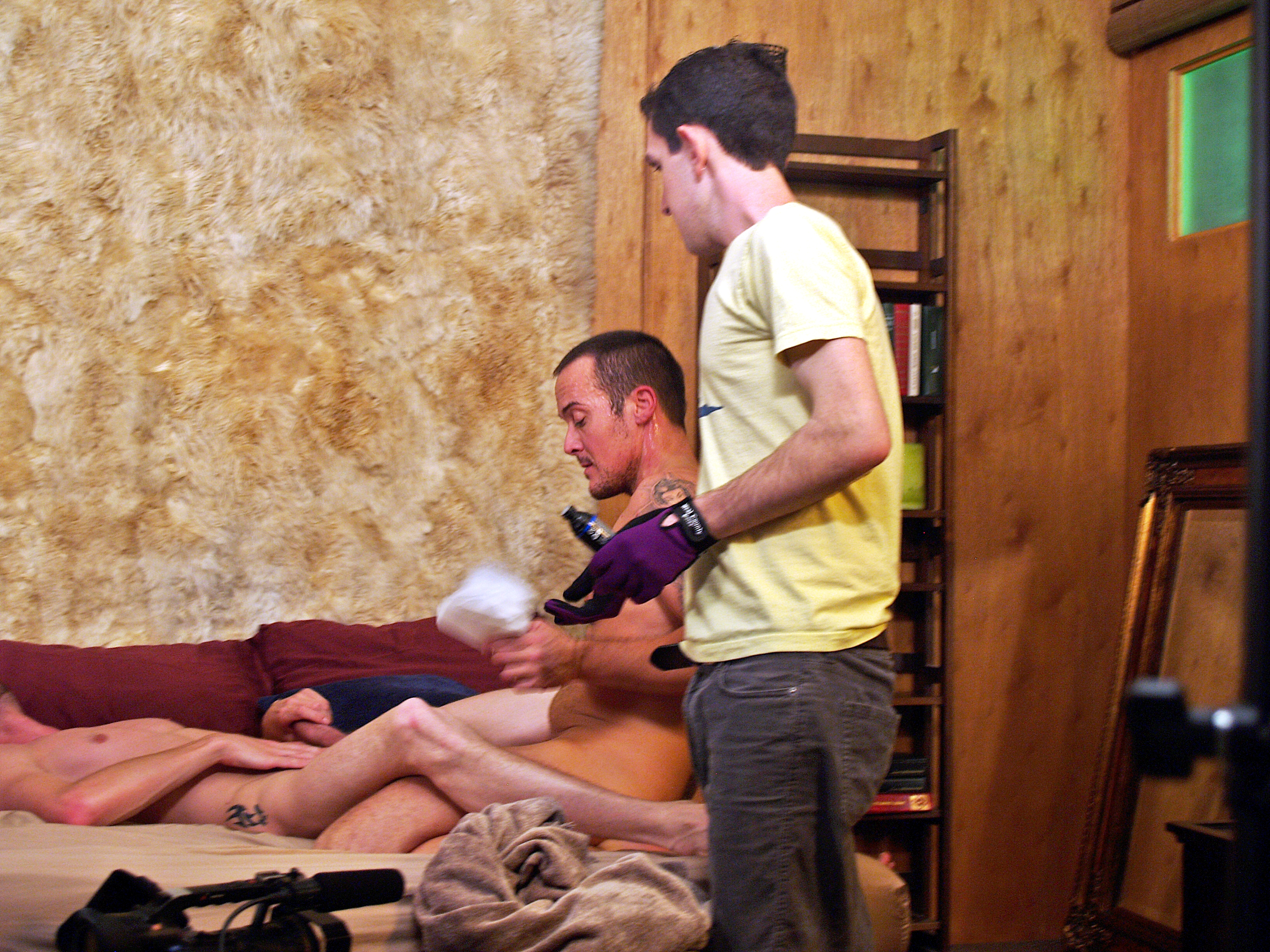
Un fluffer en el set de una película porno gay.

La voz inglesa fluffer (/flʌfə/; también fluff girl o fluff boy) se utiliza para designar al miembro del equipo de grabación de una película pornográfica cuyo trabajo es mantener la erección del actor principal. La tensión del rodaje puede ocasionar que el actor tenga problemas para permanecer excitado. El fluffer se encarga de prepararlo para la siguiente toma, ya sea mediante estimulación manual u oral.
Pese a la aparición de fármacos potenciadores de la erección como el sildenafilo, siguen existiendo fluffers. En la actualidad se suelen utilizar fluff girls sobre todo para rodar escenas de gang bang y bukkake, en las cuales hay una sola mujer para varios hombres.
Existe una película de 2001 llamada The Fluffer (traducido en el mercado castellanohablante como El estimulador) que narra la historia de un fluffer de cine gay. The Fluffer es también el título de un cortometraje humorístico de 2003.
El término ha sido empleado en los medios de comunicación en varias ocasiones; entre otras, en un episodio de la serie de televisión estadounidense Veronica Mars y en la gala de los Premios Emmy de 2006.